# شهرستان آرشالی
شهرستان آرشالی (به قزاقی: Аршалы ауданы، ارشالى اۋدانى) یک شهرستان در قزاقستان است که در استان آق‌مولا واقع شده‌است.

## خصوصیات
شهرستان آرشالی ۵٬۸۰۰ کیلومترمربع مساحت و ۲۷٬۹۴۰ نفر جمعیت دارد.